# Zodion mexicana
Zodion mexicana är en tvåvingeart som beskrevs av Camras 1979. Zodion mexicana ingår i släktet Zodion och familjen stekelflugor. Inga underarter finns listade i Catalogue of Life.